# Nono de Panópolis
Nono de Panópolis (em grego: Νόννος; romaniz.: Nónnos, significando 'puro' ou 'santo'; em latim: Nonnus) foi um poeta épico grego[carece de fontes?], conhecido por ter composto a Metábole (Metabole), uma paráfrase do Evangelho de João, e a Dionisíaca (em grego, Διονυσιακά, transl. Dionysiaká), um poema épico sobre o deus Dionísio, onde ele introduz o verso acentuado.

## Vida
Quase não existem evidências sobre a vida de Nono. Sabe-se que ele era nativo de Panópolis, no Alto Egito, pela forma como seu nome aparece nos manuscritos. Estudiosos geralmente identificam o período do final do século IV e o início do V como sendo a época em que viveu. Entre as evidências está o fato de que ele deve ter conhecido um poema de Claudiano pela familiaridade que demonstra (após 394 - 397), mas antes de da referência a ele em Agátias Escolástico como sendo um autor "recente" (antes de 530-580).

## Obras
Há quatro obras conhecidas de Nono.

### Dionisíaca

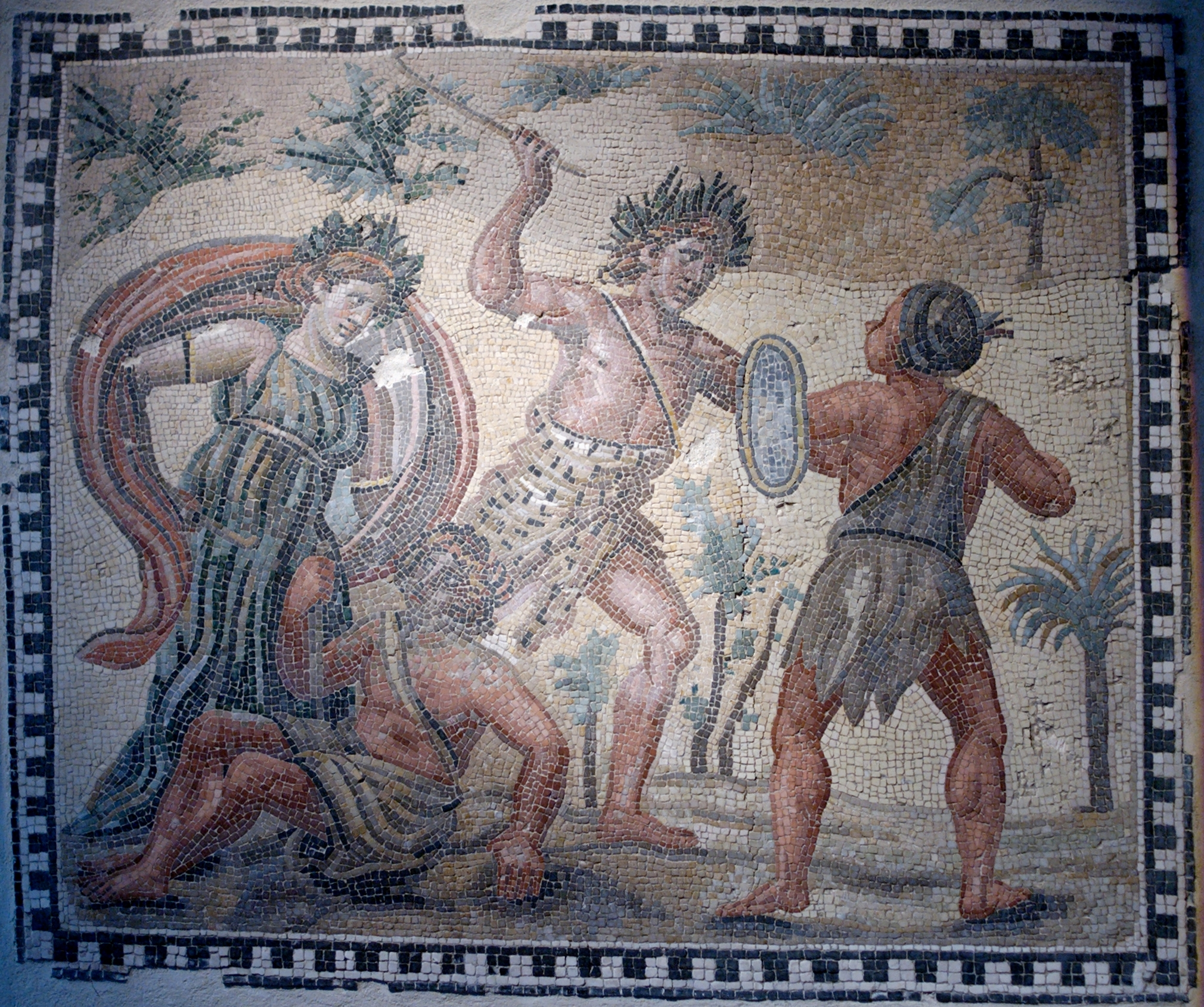
Dioniso contra os indianos (mosaico, século IV)

Nono é também é conhecido por seu enorme poema (48 livros), Dionisíaca ou "Dionísica", o mais longo poema grego da antiguidade (apenas 7 000 linhas menor do que a Ilíada e a Odisseia combinados) e que chegou aos nossos tempos com 20 426 linhas. O poema foi composto no dialeto homérico em hexâmetros dactílicos. O assunto principal da obra é a vida de Dionísio, suas expedições à Índia e seu triunfante retorno ao ocidente. Acredita-se que o poema tenha sido escrito no início do século V. É nessa obra que é introduzida a métrica medieval (ou verso acentuado), uma forma de metrificação onde o pé é contado em função das sílabas tônicas e átonas, diferente da métrica antiga, que se baseava na contagem de sílabas curtas e longas. A métrica medieval é padrão para os dias de hoje.
As Dionisíacas de Nono são um poema épico de tipo «barroco», dividido em 48 cantos e escrito c. 470 d. C., no qual se celebra uma expedição bélica de Dioniso à Índia. Enquanto os primeiros doze livros narram os mitos em torno da infância do deus da mania, os restantes 36 centram-se na aventura guerreira e no nostos do deus. Num quadro deste tipo, parece-nos evidente que as alusões à Índia e aos Indianos se tornem recorrentes e surjam «de forma natural».

### Metabole kata Ioannou
Uma paráfrase poética do Evangelho de João, a Metábole ("Metabole") também é atribuída a ele. O tema é indício de que Nono teria se convertido ao Cristianismo em seus anos finais.

### Outras obras
Pelo menos duas outras obras de Nono se perderam. Quatro linhas de Bassarica (também sobre Dionísio) foram preservadas num comentário feito por Estevão de Bizâncio e, de acordo com um epigrama na Antologia Palatina (9.198), Nono foi também o autor de uma obra intitulada Batalha de Gigantes.